# Curicó (stad)
Curicó is een gemeente in de Chileense provincie Curicó in de regio Maule. Curicó telde 149.136 inwoners in 2017 en heeft een oppervlakte van 1328 km².

## Geboren
- Luis Cabrera Ferrada (1888-1972), politicus
- Marco Arriagada (1975), wielrenner
- Claudio Maldonado (1980), voetballer